# Bryan Shaw
Bryan Shaw (né le 8 novembre 1987 à Livermore, Californie, États-Unis) est un lanceur  droitier des Ligues majeures de baseball jouant avec les Angels de Los Angeles.

## Carrière

### Diamondbacks de l'Arizona
Joueur à l'Université d'État de Californie à Long Beach, Bryan Shaw devient en juin 2008 le choix de deuxième ronde des Diamondbacks de l'Arizona.
Le lanceur droitier fait ses débuts dans les majeures le 10 juin 2011 avec les Diamondbacks. Il fait alors une présence d'une manche en relève sans accorder de point aux Marlins de la Floride. Il mérite sa première victoire en carrière le 16 août sur les Phillies de Philadelphie. C'est sa seule décision de la saison. Il compte 28 manches et un tiers lancées en 33 sorties comme releveur pour les Diamondbacks à cette première saison et maintient sa moyenne de points mérités à seulement 2,54. En séries éliminatoires, il apparaît dans quatre des cinq parties de Série de divisions contre les Brewers de Milwaukee, à qui il n'accorde ni point ni coup sûr en quatre manches lancées.
En 2012, Shaw est employé dans 64 matchs par les D-Backs. En 59 manches et deux tiers, sa moyenne de points mérités s'élève à 3,49. Il réussit deux sauvetages, mais subit six défaites contre une seule victoire.

### Indians de Cleveland
Le 11 décembre 2012, les Diamondbacks échangent les lanceurs droitiers Trevor Bauer, Matt Albers et Shaw aux Indians de Cleveland contre l'arrêt-court Didi Gregorius, le lanceur gaucher Tony Sipp et le joueur de premier but Lars Anderson.

### Rockies du Colorado
Il rejoint les Rockies du Colorado le 15 décembre 2017.